# لويس مورايس
لويس مورايس (بالبرتغالية: Luís Morais‏) (23 أغسطس 1930 في البرازيل - 30 أكتوبر 1996) هو لاعب كرة قدم برازيلي في مركز حراسة المرمى، شارك في كأس العالم 1954. وشارك مع منتخب البرازيل لكرة القدم. أما مع النوادي، فقد لعب مع بورتوغيزا سانتيستا وجمعية بورتوغيزا الرياضية ونادي كورينثيانز وكومرسيال ‏ ونادي بانغو أتلتيكو.

## وصلات خارجية
- لويس مورايس على موقع الاتحاد الدولي (مؤرشف)  (الإنجليزية)
- لويس مورايس على موقع قاعدة بيانات كرة القدم.إي يو (الإنجليزية)
- لويس مورايس على موقع قاعدة بيانات كرة القدم.إي يو (الإنجليزية)
- لويس مورايس على موقع Soccerway.com (الإنجليزية)
- لويس مورايس على موقع عالم كرة القدم.نت (الإنجليزية)